# Hoplodino
Genre
Synonymes
- Hoplodionon Roewer, 1915

Hoplodino est un genre d'opilions laniatores de la famille des Podoctidae.

## Distribution
Les espèces de ce genre se rencontrent en Asie du Sud-Est.

## Liste des espèces
Selon World Catalogue of Opiliones (08/07/2021) :
- Hoplodino continentalis Roewer, 1915
- Hoplodino gapensis Suzuki, 1972
- Hoplodino hoogstraali Suzuki, 1977
- Hoplodino longipalpis Roewer, 1949

## Publication originale
- Roewer, 1915 : « 106 neue Opilioniden. » Archiv für Naturgeschichte, vol. 81, no 3, p. 1–152 (texte intégral).